# Kreisgericht Schwetz
Das Kreisgericht Schwetz war ein preußisches Kreisgericht in der damaligen Provinz Preußen mit Sitz in der Stadt Schwetz.

## Geschichte
In Schwetz bestand bis 1849 das Land- und Stadtgericht Schwetz. 1849 wurden in Preußen einheitlich Kreisgerichte geschaffen. Hierbei wurde die Patrimonialgerichtsbarkeit abgeschafft und die Patrimonialgerichte wurden aufgehoben. Es entstand das Königliche Kreisgericht Schwetz im Sprengel des Appellationsgerichts Marienwerder. Es war für den größten Teil des Kreises Schwetz zuständig.
Für Schwurgerichtssachen war das Kreisgericht Conitz zuständig. Am Gericht waren 1870 ein Direktor und neun Kreisrichter eingesetzt. 1870 betrug die Zahl der Gerichtseingesessenen 69.730. Eine Gerichtskommission wurde in Neuenburg eingerichtet. Gerichtstage wurden in Brunstplatz und Osche gehalten.
Im Rahmen der Reichsjustizgesetze wurde das Gerichtswesen in Deutschland 1879 vereinheitlicht. Damit wurde das Kreisgericht Schwetz aufgehoben und das königlich preußische Amtsgericht Schwetz mit Wirkung zum 1. Oktober 1879 als eines von fünf Amtsgerichten im Bezirk des Landgerichtes Graudenz als Nachfolger gebildet. Auch die Gerichtskommission wurde in ein Amtsgericht umgewandelt (Amtsgericht Neuenburg).